# Шевальре (станция метро)
Шевальре (фр. Chevaleret) — станция линии 6 Парижского метрополитена, расположенная в XIII округе Парижа. Названа по рю Шевальре. Рядом со станцией располагаются госпиталь Сальпетриер и Министерство экономики, финансов и индустрии Франции.

## История

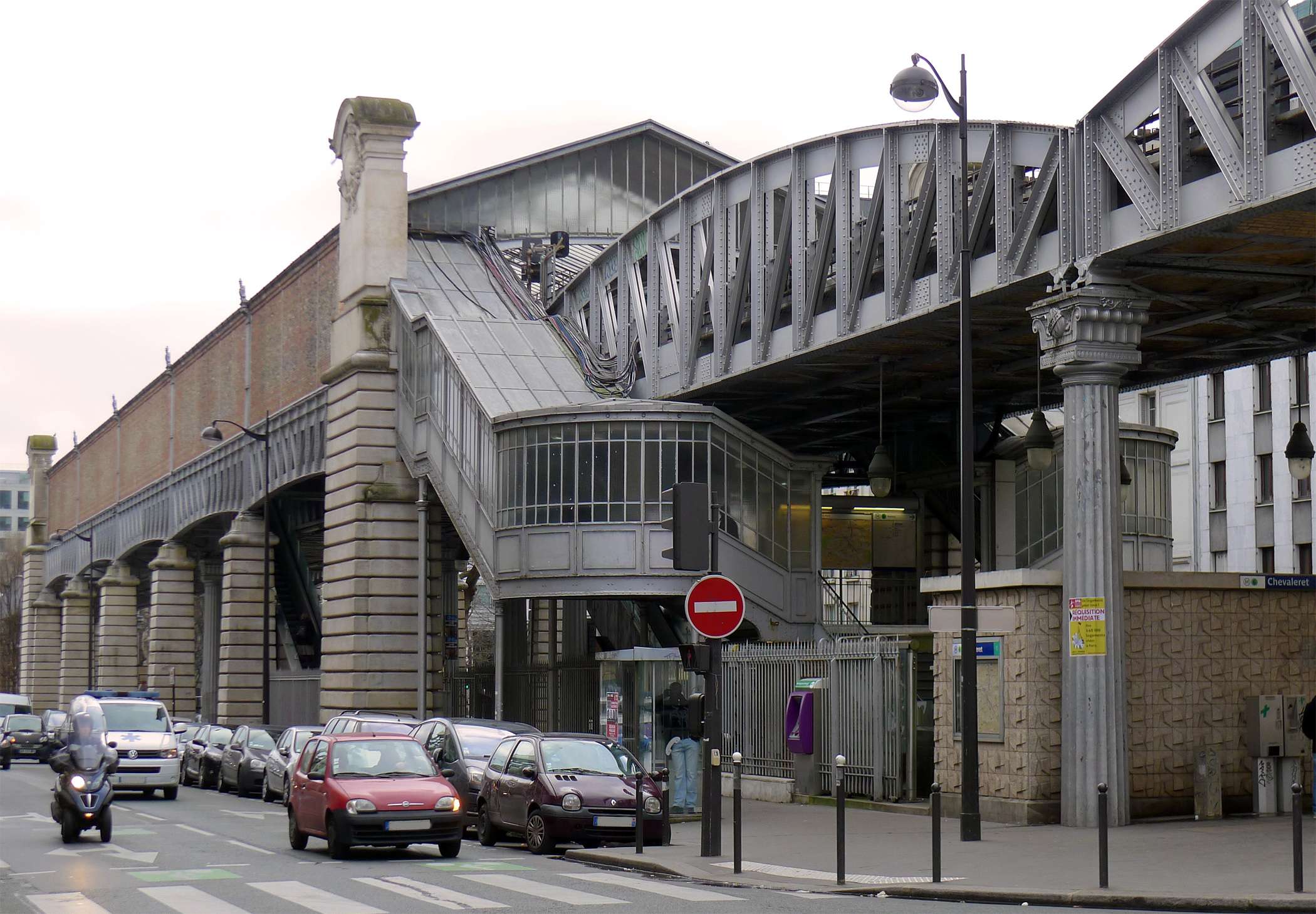
Вид на станцию с бульвара Винсен-Ориол

- Станция открылась 1 марта 1909 года в составе оригинального участка линии 6 (Пляс д'Итали — Насьон), в то время как остальная часть нынешней линии вошла в её состав лишь в 1942 году.
- Пассажиропоток по станции по входу в 2011 году, по данным RATP, составил 2999174 человек[2]. В 2013 году этот показатель вырос до 3058367 пассажиров (173 место по уровню входного пассажиропотока в Парижском метро)[3]

## Конструкция и оформление
Станция построена по проекту надземной крытой станции, аналогичному большинству надземных станций на этой линии 6 (кроме Пасси, Сен-Жака и Бель-Эр, расположенных непосредственно на поверхности земли). Оформление навеса сходно с тем, что использовался на надземных станциях линии 2, однако проект, использовавшийся на линии 6, отличается наличием общей крыши, накрывающей весь станционный комплекс.

## Перспективы
В долгосрочной перспективе планируется сооружение нового участка линии 10 от «Гар д'Остерлиц» в направлении станции Иври — Пляс Гамбетта, при сооружении которого на станции «Шевальре» будет создан новый пересадочный узел.